# Flurina Rigling
Flurina Rigling (* 22. September 1996) ist eine Schweizer Paracyclerin.

## Werdegang
Seit ihrer Geburt hat Flurina Rigling eine Behinderung an beiden Händen und Füssen, wodurch sie in ihrer Grifffähigkeit eingeschränkt ist und ihre Wadenmuskulatur nicht einsetzen kann. Sie machte ihr Abitur am Freien Gymnasium Zürich, ihren Bachelor in Politik- und Umweltwissenschaften an der Universität Zürich und begann anschliessend ein Masterstudium in Politikwissenschaften.
Seit 2019 ist Rigling im Paracycling aktiv. Sie bestreitet in der Kategorie C2 Rennen auf Bahn und Strasse. Nachdem sie schon 2020 – wie dann auch 2021 und 2022 – zweifache nationale Meisterin in Zeitfahren und Strassenrennen geworden war, belegte sie schon im Jahr darauf Podiumsplätze bei den Strassenweltmeisterschaften. 2021 wurde sie zudem Europameisterin im Zeitfahren sowie 2022 im Strassenrennen. Ihr bisher grösster Erfolg war der Sieg in der Einerverfolgung bei den Paracycling-Bahnweltmeisterschaften 2022 auf dem Vélodrome National im französischen Saint-Quentin-en-Yvelines. Dabei stellte sie mit 4:00,228 Minuten einen neuen Weltrekord auf. In Scratch und Omnium errang sie bei dieser WM jeweils Silber sowie Bronze im Sprint. Im Jahr darauf wiederholte sie bei den Weltmeisterschaften ihren Erfolg in der Einerverfolgung. Bei den Sommer-Paralympics 2024 in Paris gewann sie die Bronzemedaille in der Einerverfolgung auf der Bahn.

## Erfolge

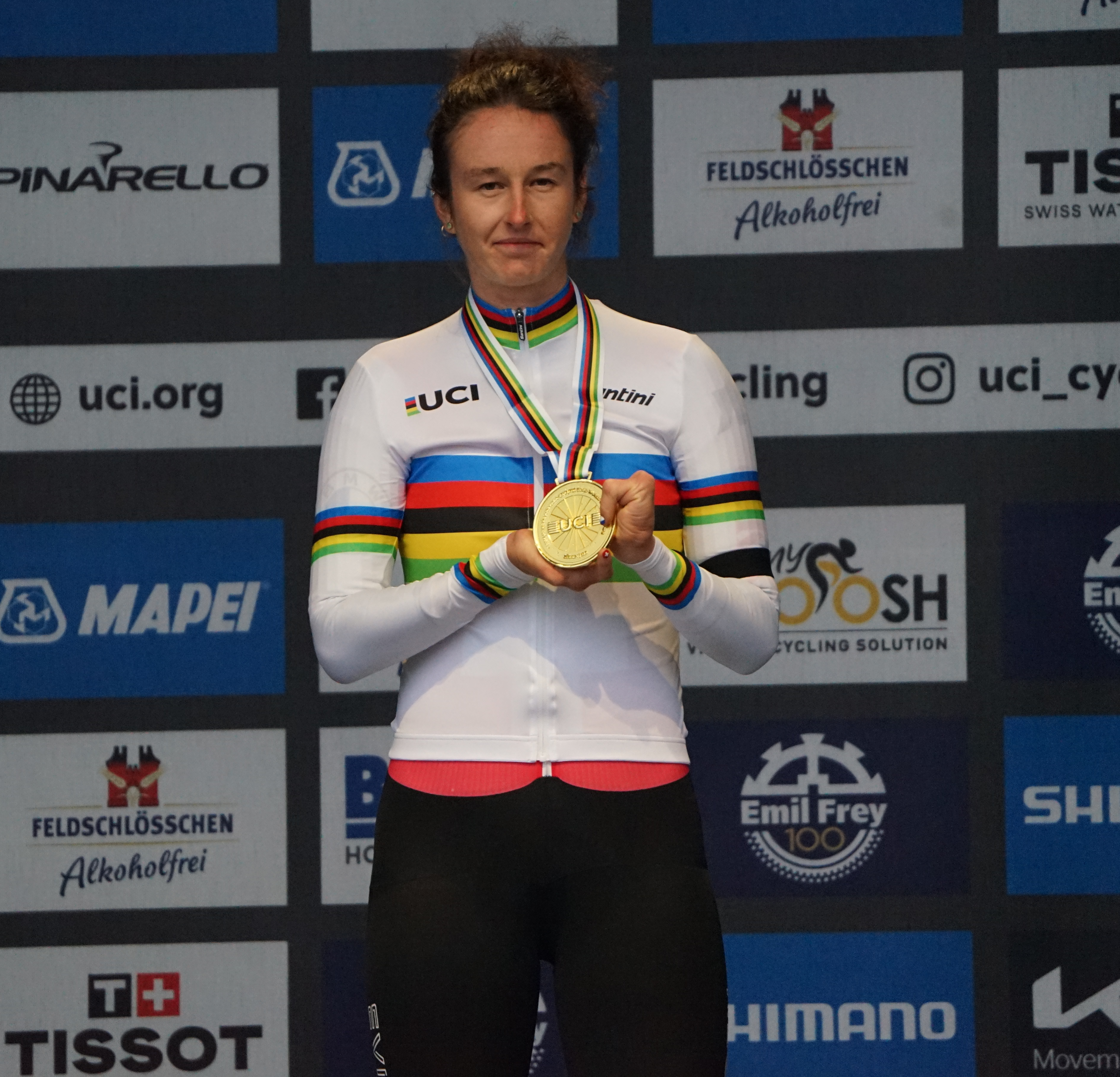
Weltmeisterin 2024

2020
- Schweizer Meisterin – Strassenrennen, Zeitfahren

2021
- Weltmeisterschaft – Strassenrennen
- Weltmeisterschaft – Zeitfahren
- Europameisterin – Zeitfahren
- Europameisterschaft – Strassenrennen
- Schweizer Meisterin – Strassenrennen, Zeitfahren

2022
- Weltmeisterin – Einerverfolgung
- Weltmeisterschaft – Scratch, Omnium
- Weltmeisterschaft – Sprint
- Weltmeisterschaft – Strassenrennen
- Europameisterin – Strassenrennen
- Europameisterschaft – Zeitfahren
- Schweizer Meisterin – Strassenrennen, Zeitfahren

2023
- Weltmeisterin – Einerverfolgung
- Weltmeisterschaft – Omnium
- Weltmeisterschaft – Scratch

2024
- Sommer-Paralympics – Einerverfolgung
- Sommer-Paralympics – Straßenrennen
- Weltmeisterin – Straßenrennen